# Taubergau
Il Taubergau, chiamato anche Tubergowe, Tubrigowe, Dubragawe e, in latino, Dubragagensis pagus, fu un Gau medievale nel Taubergrund nel Baden-Württemberg nord-orientale.

## Collocazione
Il Gau comprendeva, tra le altre cose, le attuali città di Tauberbischofsheim, Bad Mergentheim, Weikersheim e Lauda-Königshofen. La sede del conte era probabilmente il castello di Mergentheim, ma anche Ingersheim era probabilmente un luogo importante.
Il Taubergau era uno dei più grandi distretti del ducato di Franconia. A causa delle sue dimensioni, era diviso in un "Taubergau superiore" e un "Taubergau inferiore" al livello di Lauda e Tauberbischofsheim.

## Conti (Gaugrafen)
- 807: Audulfo (poi governatore in Baviera)[2];
- 962, 972 e 973: Gerung;
- 1018 e 1054: Hezilo (probabilmente della stirpe dei Weikersheim-Hohenlohe).